# Florence Reuter
Florence Reuter (Malmedy, 20 december 1969) is een Belgisch politica voor de Mouvement Réformateur.

## Levensloop
Florence Reuter, dochter van Franse ouders, groeide op in Malmedy en voltooide haar middelbaar onderwijs in Nijvel, waar haar gezin zich uiteindelijk had gevestigd. Ze promoveerde in 1993 tot licentiaat in de journalistiek aan de ULB en werkte daarna twee jaar voor de regionale zender Antenne Centre, waar ze reportages en culturele uitzendingen verzorgde. Vanaf 1996 werkte Reuter bij de RTBF, waar ze mee het spelprogramma La 9ième Case presenteerde. Een jaar later, in 1997, trok ze echter naar de nieuwsdienst van RTL-TVI, waar ze als verslaggever ging werken. Vanaf 1998 werd ze ingezet als nieuwslezer en in augustus 1998 presenteerde ze haar eerste zevenuurjournaal op de zender.
In 2007 verliet Reuter, die kort voordien de Belgische nationaliteit had verworven, de journalistiek en werd ze politiek actief voor de liberale MR. Hoewel ze in het Waals-Brabantse Waterloo woonde, kwam ze bij de federale verkiezingen van juni 2007 op voor de kieskring Brussel-Halle-Vilvoorde, waar ze de 4e plaats op de MR-lijst voor de Kamer bekleedde. Ze werd verkozen in de Kamer van volksvertegenwoordigers en bleef er zetelen tot in juni 2009, toen ze als lijstduwer in het arrondissement Nijvel werd verkozen in het Waals Parlement en van het Parlement van de Franse Gemeenschap. Ze bleef in beide parlementen zetelen tot in maart 2015. Als Waals Parlementslid werd Reuter lid van de commissie Energie, Huisvesting, Openbaar Ambt en Wetenschappelijk Onderzoek, het adviescomité voor de gelijkheid tussen mannen en vrouwen en ondervoorzitter van de commissie Gezondheid en in het Parlement van de Franse Gemeenschap ging ze zich toeleggen op het beleid rond kleine kinderen en kinderopvang, zoals de uitbreiding van het aantal plaatsen in crèches en de bestrijding van geweld tegen kleine kinderen. Van 2014 tot 2015 was ze er voorzitter van de commissie Cultuur en Kinderen.
Bij de gemeenteraadsverkiezingen van 2012 stond ze op de MR-lijst in Waterloo onder burgemeester Serge Kubla. Ze werd verkozen en Reuter werd eerste schepen van Waterloo, wat ze bleef tot in 2015. Van 2014 tot 2015 was ze verhinderd schepen, door de decumulregeling die van kracht was geworden in het Waals Parlement. Sinds 6 maart 2015 is ze burgemeester van Waterloo, als opvolgster van Serge Kubla. Hierdoor besloot ze ontslag te nemen uit haar parlementaire mandaten.
Van 2015 tot 2017 was Reuter politiek secretaris van de MR-fractie in de Senaat en van 2017 tot 2019 lid van de raad van bestuur van spoorwegbeheerder Infrabel. Voorts was ze van 2017 tot 2021 voorzitter van Femmes Réformatrices, de vrouwenafdeling van de MR.
Bij de verkiezingen van mei 2019 werd Reuter opnieuw verkozen in de Kamer, ditmaal voor de kieskring Waals-Brabant. Van 2019 tot 2020 was ze er voorzitter van de commissie Financiën en Begroting. Ook werd ze er actief in de commissies Economie en Consumentenbescherming en Werk, Sociale Zaken en Pensioenen. Daarnaast zetelt ze sinds 2023 in de Parlementaire Vergadering van de Raad van Europa. In juni 2024 werd ze als lijsttrekker in Waals-Brabant herkozen als Kamerlid. Vervolgens werd Reuter ondervoorzitter van de Kamer.